# Fishnet Stockings
Die Fishnet Stockings sind eine Rockabilly-Band aus Biel (Schweiz). Der Musikstil reichte von anfangs reinem modernem Rockabilly über Hardrockabilly und Rock bis zu Neo-Punk im Stil von The Offspring und Green Day. Aus dem Trio Fishnet Stockings wurde 2001 die Schweizer Funpunk-Band QL (Band). Seit 2013 spielen Fishnet Stockings wieder regelmäßig Konzerte.

## Geschichte
Gegründet wurde die Band als Stray-Cats-Coverband für eine Geburtstagsparty. Nach einigen Auftritten in der Urformation verließ Nico Brina die Band, um sich seiner Solokarriere zu widmen. Mit dem Schlagzeuger Stöffu Lanz nahm die Band zwei Alben und eine EP auf. Die Band tourte durch Europa sowie 1990 und 1991 auch durch Westaustralien. Nach mehreren Wechseln stieß 1993 der Bieler Schlagzeuger Tosi zur Band. Mit ihm nahm die Band drei Alben auf. In dieser Formation tourte die Band auch in den USA und spielte dabei mehrere Male im legendären CBGB in New York City.
Nebst ihren eigenen Tourneen begleiteten die Fishnet Stockings auch andere Künstler auf diversen Schweizer und Europatourneen. Die Rock-’n’-Roll-Legende Charlie Gracie gehörte ebenso dazu wie der New Yorker Joey Fulco und Brian Setzers Bruder Gary Setzer.
2001 erfolgte dann der Wechsel von Fishnet Stockings zur Funpunk-Band QL.
2013 formierte sich die Band wieder zu einem Comeback in der letzten Besetzung. Pat, Sägi und Tosi spielen Konzerte als Fishnet Stockings. Ihr Repertoire besteht aus Rockabilly-Klassikern und Eigenkompositionen.

## Diskografie

### Alben
- Rockabilly (1990) (Preludio)
- Give It To Me (1991) (Hot Legs)
- Live in 93 (1993) (COD-Tuxedo)
- Live At The Rock Café (1996) (COD-Tuxedo)
- Fishnet Stockings (2000) (Earforce, Disctrade)
- Raise the Flag of Rock'n'Roll (2015)

### Singles
- EP (1990)